# هایمبورن
هایمبورن (به آلمانی: Heimborn) یک شهر در آلمان است که در وستروالدکرایس واقع شده‌است.